# Dudenhofen
Dudenhofen is een plaats in de Duitse deelstaat Rijnland-Palts, en maakt deel uit van de Rhein-Pfalz-Kreis.
Dudenhofen telt 5.989 inwoners.

## Bestuur
De plaats is een Ortsgemeinde en maakt deel uit van de Verbandsgemeinde Römerberg-Dudenhofen.

## Sport
De plaats heeft een voetbalclub, genaamd FV Dudenhofen, die geregeld uitkomt in de Oberliga Rheinland-Pfalz/Saar op het vijfde niveau. In de stad is ook een wielerbaan, die in 2016 voor het laatst werd verbouwd. Op deze baan vinden sinds 2008 jaarlijks de Duitse kampioenschappen baanwielrennen plaats.
Altrip ·
Beindersheim ·
Birkenheide ·
Bobenheim-Roxheim ·
Böhl-Iggelheim ·
Dannstadt-Schauernheim ·
Dudenhofen ·
Fußgönheim ·
Großniedesheim ·
Hanhofen ·
Harthausen ·
Heßheim ·
Heuchelheim bei Frankenthal ·
Hochdorf-Assenheim ·
Kleinniedesheim ·
Lambsheim ·
Limburgerhof ·
Maxdorf ·
Mutterstadt ·
Neuhofen ·
Otterstadt ·
Rödersheim-Gronau ·
Römerberg ·
Schifferstadt ·
Waldsee